# راينفلد
راينفلد هول‌اشتاين (بالألمانية: Reinfeld, Schleswig-Holstein) هي بلدة ألمانية تقع في ألمانيا في شليسفيغ هولشتاين. يقدر عدد سكانها بـ 8,482 نسمة .

## المدن التوأمة
مدن Saint-Pryvé-Saint-Mesmin، Kaliska, Gmina Kaliska ونويبوكو هي مدن توأمة لـراينفلد هول‌اشتاين.

## أعلام
- ماتياس كلاوديوس